# Lex Iulia de maritandis ordinibus

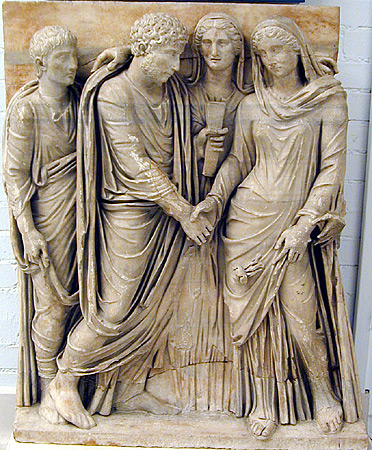
Matrimonio entre dos ciudadanos romanos. Sarcófago en el Museo di Capodimonte.

La lex Iulia de maritandis ordinibus o ley Julia del matrimonio de clases es una ley aprobada por Octaviano Augusto en el año 18 a. C., parte de su programa de restauración moral romana, con la que pretendía preservar las costumbres ancestrales (mores maiorum) y recomponer la familia, corrompida por la lujuria y los efectos de las guerras civiles.  
Augusto, en su ley, intentaba impulsar el matrimonio y el nacimiento de ciudadanos romanos pero protegiendo a la élite senatorial mediante la limitación de matrimonios entre diferentes clases sociales (que pudiera ser visto como una causa indirecta del concubinato, que siglos después regularía el emperador Justiniano),, desalentaba a los célibes (los que no se casaban estaban sujetos a impuestos) y daba beneficios a los casados y a los que tuvieran hijos. Era una ley muy controvertida porque el plan original preveía sanciones y restricciones muy severas, por lo que el emperador se vio obligado a suprimir o aliviar algunas.
También estableció que la herencia vacante, en caso de falta de acreedores hereditarios, fuese al Tesoro público.